# Askia Mohammed II
Askia El-Hadż Mohammed II (znany również jako Askia al-hadżdż Muhammad lub Askia al-Hadżdż, arab. أسكيا الحاج محمد, Askiyā al-Ḥājj Muḥammad) – władca imperium songhajskiego rządzący w latach 1582–1586, syn Askii Dauda. Objął władzę jako najstarszy syn po śmierci ojca. Okres jego rządów wypełniony był głównie konfliktami z braćmi.

## Życiorys

### Konflikt o władzę

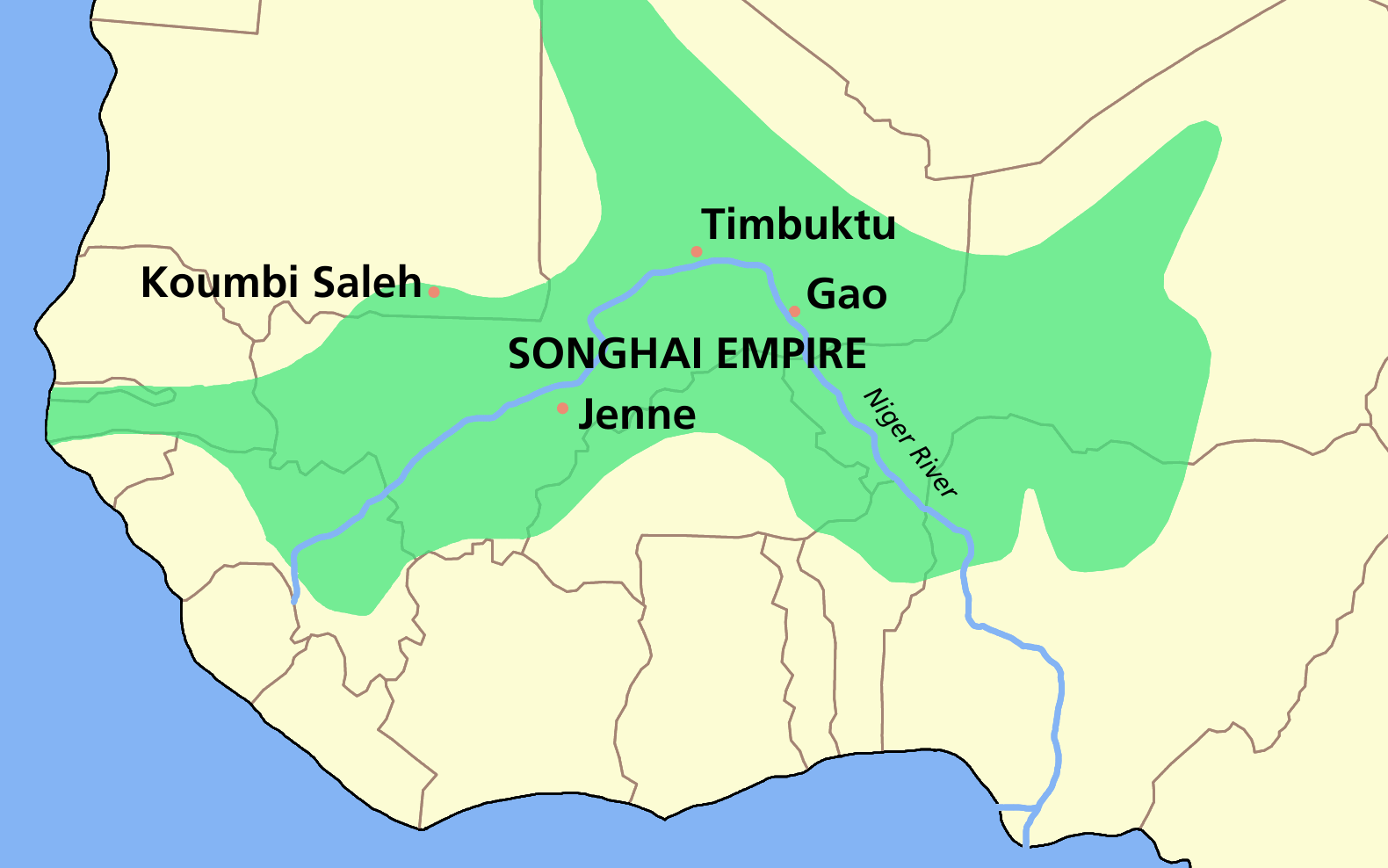
Imperium Songhaju u szczytu potęgi.

Mohammed był najstarszym synem Askii Dauda w chwili jego śmierci. Na tron wstąpił 16 sierpnia 1582 roku po pogrzebaniu ojca – wtedy to ludność Gao złożyła mu przysięgę wierności. Tytuł Askii przejął ze względu na starszeństwo, mimo że ojciec wyznaczył na swojego następcę jego brata Mohammeda Benkana, pełniącego funkcję Kurmina-fari – zarządcy Kurminy. Funkcja ta była pod względem hierarchii drugim po władcy urzędem w Songhaju, Kurmina-fari zarządzał całą zachodnią częścią państwa stacjonując w Tendrimie. Tu właśnie Benkan dowiedział się o chorobie ojca, udał się więc ze swoją armią w kierunku Gao. Po drodze wstąpił do Timbuktu, gdzie dowiedział się o sukcesji brata, kadi El-Akib przekonał go jednak do zaniechania siłowego przejęcia władzy. Benkan napisał do Askii Mohammeda II list, w którym rezygnował z pełnionej funkcji i prosił o pozwolenie na studiowanie Koranu pod okiem kadiego Timbuktu. Askia wyraził na to zgodę, rok później złamał jednak słowo pod naciskiem dowódców wojskowych. Argumentowali, iż boją się donosów o spiskowanie z Benkanem przy każdym pobycie w Timbuktu. W reakcji na to Askia kazał aresztować brata – ten do końca rządów Mohammeda II przetrzymywany był w Kanatu. 
Mohammed Benkan nie był jedynym bratem, z którym Askia El-Hadż musiał się liczyć. Już na samym początku jego urzędowania dworzanie radzili mu aresztować część rodzeństwa. Bracia przekonali jednak Askię o swojej lojalności, co z kolei spowodowało wygnanie części doradców. Na buntowniczy nastrój wpływała bezczynność armii spowodowana chorobą Askii – jedyną jego wyprawą wojenną była pacyfikacja regionu Wagadu w 1583 roku, jego dowódcy zajęli się także buntem zarządcy ludu Fulbe. Rebelię przeciw władcy podniósł następca Benkana na stanowisku Kurmina-fari – El-Hadż ben Daud. Wyruszył on z Tendrimu w lutym lub marcu 1584 roku, do Gao przybył 16 marca. Askia był przekonany, iż nie uda mu się utrzymać władzy, pomogły mu jednak konflikty pomiędzy wspierającymi buntownika braćmi, do których należeli Mohammed Gao i Nuh. Ostatecznie El-Hadż został aresztowany i postawiony przed Askią. Mohammed zaczął oskarżać buntownika o zdradę, spotkał się jednak z wyrzutami ze strony Fari-mondo al-Mustafy o to, że sam stwarza sytuacje sprzyjające rebeliom. Władca zdecydował się rozładować napiętą atmosferę żartem i rozkazał wprowadzić konia nieposłusznego brata. Po wnikliwych oględzinach zwierzęcia orzekł, iż tylko ten koń mógł przywieść jego brata do buntu. Askia profilaktycznie rozkazał umieścić konia we własnej stajni, El-Hadż został uwięziony w Kanatu, zaś spiskujący bracia wybatożeni. 
Bunt został tym razem zażegnany, jednak schorowany i pozbawiony energii władca nie miał sił, by stawić czoła kolejnemu. Zbuntowani bracia zdjęli go z urzędu 16 grudnia 1586 roku, nowym Askią obwołując Mohammeda Bani, który swoje rządy rozpoczął od zabicia obu osadzonych w Kanatu więźniów. Mohammed II został wygnany do Tondibi, po czym rychło zmarł.

### Relacje z kadimi Timbuktu
Na początku panowania relacje Askii z kadim Timbuktu były dobre. Kadi El-Akib uchronił Mohammeda II przed rebelią jego brata, sam Askia przekazał zaś kadiemu znaczne sumy na budowę meczetów w Timbuktu. Sytuacja zmieniła się, gdy Mohammed rozkazał aresztować swojego brata znajdującego się pod opieką El-Akiba. Kadi El-Akiba zmarł 10 sierpnia 1583 roku. Następcę kadiego wybierał Askia, spośród członków rodu Akit. Tym razem jednak stanowisko pozostawało nieobsadzone przez półtora roku. Według Tymowskiego sytuację wywołał Askia, zwlekając z nominacją. Inaczej sprawę przedstawia kronika al-Saida. Mohammed II miał dwu lub trzykrotnie wysyłać pismo nominacyjne do Abu Hafs Omara, ten jednak odmawiał przyjęcia stanowiska. Za radą szejka Saliha Takinniego Askia napisał do Omara list, w którym informował go, iż jeśli ten nie przyjmie proponowanego stanowiska, nominuje na nie ignoranta. W ten sposób to Omar będzie odpowiadał przed sądem ostatecznym za wszystkie złe decyzje wydane przez niekompetentnego kadiego. Przekonany w ten sposób Abu Hafs Omar przyjął nominację 1 lutego 1585 roku.

### Problem marokański

Transsaharyjskie szlaki karawan.

W 1578 roku tron marokański objął nowy sułtan – Ahmad al-Mansur. Zażądał on od Askii Dauda przekazania kopalni soli w Taghazie. Daud rozwiązał sytuację, wysyłając Saadycie dar w wysokości 10000 mitkali złota. Zażegnał tym samym ryzyko wojny, zachowując kontrolę nad kopalnią. Sułtan nie zrezygnował jednak zupełnie ze swoich aspiracji i powrócił do nich po objęciu władzy w Songhaju przez Mohammeda II. W celu wybadania sytuacji wewnętrznej w państwie wysłał w 1584 roku poselstwo z bogatymi darami na dwór Askii. Askia El-Hadż nie pozostał mu dłużnym i rozkazał przesłać do Marrakeszu jeszcze cenniejsze podarki. Po odjeździe delegacji rozeszły się wieści o armii marokańskiej liczącej 20000 ludzi, mającej zmierzać w kierunku Wadanu ((fr.) Ouadane), docelowo zaś do granic Songhaju. Armia ta jednak według al-Saida miała zginąć podczas przeprawy przez pustynię, choć jedna z songhajskich kronik podaje, że podporządkowała ona sobie część zależnych wcześniej od Askiów ludów, docierając aż do rzeki Senegal.
Jednocześnie w 1582 lub 1583 roku al-Mansur rozpoczął opanowywanie oaz Guarara (Tiguararin) i Taut, leżących na szlaku karawan handlujących solą, aż po miejscowość Reggen (obecnie w algierskiej prowincji Adrar), oddaloną od dotychczasowych marokańskich posiadłości w Tafilalt o 720 kilometrów. Zachęcony łatwym sukcesem sułtan wysłał oddział złożony z 200 strzelców w celu zajęcia kopalni soli w Taghazie. Górnicy opuścili zagrożone miejsce i udali się między innymi do kopalni w Taudeni, leżącej 180 km bliżej centrum Songhaju. Mimo iż w 1585 roku Askia zabronił powrotu do porzuconej kopalni pod groźbą konfiskaty majątku, niska wydajność złóż w Taudeni spowodowała, że po pewnym czasie zdecydowano się wznowić wydobycie w Taghazie, by pokryć zapotrzebowanie państwa na sól.

### Ocena panowania
Kronikarze bardzo wysoko oceniają Askię Mohammeda II i jego panowanie. Al-Said stwierdza, że władca tak wspaniały jak Mohammed II zasługuje by rządzić nie tylko w Gao, ale i w Bagdadzie. Spośród pozostałych władców Songhaju jedynie jego dziadek, założyciel dynastii Askia Mohammed I Wielki, miał cieszyć się podobną opinią. Współcześni historycy dostrzegają również ujemne strony jego rządów, takie jak brak stabilności i silnych podstaw władzy.

## Drzewo genealogiczne
Askia Mohammed II był synem Askii Dauda i wnukiem założyciela dynastii Askii Mohammeda I. Z uwagi na bardzo liczną grupę synów Askii Mohammeda I oraz Askii Dauda drzewo ogranicza się jedynie do panujących w Songhaju członków dynastii (oznaczonych kolorem zielonym). Wśród pozostałych braci Mohammeda II należy wymienić między innymi: władców królestwa Dendi – Askię Nuha, Askię El-Mustafę, Askię Mohammeda Sorko, Askię Haruna i Askię El-Amina; Askię Paszaliku Arma Sulejmana i wymienionych wyżej Kurmina-farich Mohammeda Benkana i El-Hadża . Askia Mohammeda II miał dwóch synów i jedną córkę. Synowie to Muhammad i urzędujący w Paszaliku Askia Harun al-Rashid, zaś córką była zmarłą w Marrakeszu Fati Turi.
|            |            |            |            |                   |                   |                   |                   |                   |                   |              |              |                         |                         |                         |                         |                         |                         |               |               | Abi Bakr       |                |                |                |                |                |            |            |                    |                    |                    |                    |                    |                    |                       |                       |                       |                       |                       |                       |  |  |  |  |  |  |  |  |  |  |  |  |  |  |  |  |  |  |  |  |  |  |  |  |
|            |            |            |            |                   |                   |                   |                   |                   |                   |              |              |                         |                         |                         |                         |                         |                         |               |               |                |                |                |                |                |                |            |            |                    |                    |                    |                    |                    |                    |                       |                       |                       |                       |                       |                       |  |  |  |  |  |  |  |  |  |  |  |  |  |  |  |  |  |  |  |  |  |  |  |  |
|            |            |            |            |                   |                   |                   |                   |                   |                   |              |              |                         |                         |                         |                         |                         |                         |               |               |                |                |                |                |                |                |            |            |                    |                    |                    |                    |                    |                    |                       |                       |                       |                       |                       |                       |  |  |  |  |  |  |  |  |  |  |  |  |  |  |  |  |  |  |  |  |  |  |  |  |
|            |            |            |            |                   |                   |                   |                   |                   |                   |              |              | Askia Mohammed I Wielki | Askia Mohammed I Wielki | Askia Mohammed I Wielki | Askia Mohammed I Wielki | Askia Mohammed I Wielki | Askia Mohammed I Wielki |               |               |                |                |                |                |                |                |            |            |                    |                    |                    |                    |                    |                    | Amar Kamdiago         | Amar Kamdiago         | Amar Kamdiago         | Amar Kamdiago         | Amar Kamdiago         | Amar Kamdiago         |  |  |  |  |  |  |  |  |  |  |  |  |  |  |  |  |  |  |  |  |  |  |  |  |
|            |            |            |            |                   |                   |                   |                   |                   |                   |              |              | Askia Mohammed I Wielki | Askia Mohammed I Wielki | Askia Mohammed I Wielki | Askia Mohammed I Wielki | Askia Mohammed I Wielki | Askia Mohammed I Wielki |               |               |                |                |                |                |                |                |            |            |                    |                    |                    |                    |                    |                    | Amar Kamdiago         | Amar Kamdiago         | Amar Kamdiago         | Amar Kamdiago         | Amar Kamdiago         | Amar Kamdiago         |  |  |  |  |  |  |  |  |  |  |  |  |  |  |  |  |  |  |  |  |  |  |  |  |
|            |            |            |            |                   |                   |                   |                   |                   |                   |              |              |                         |                         |                         |                         |                         |                         |               |               |                |                |                |                |                |                |            |            |                    |                    |                    |                    |                    |                    |                       |                       |                       |                       |                       |                       |  |  |  |  |  |  |  |  |  |  |  |  |  |  |  |  |  |  |  |  |  |  |  |  |
| Askia Musa | Askia Musa | Askia Musa | Askia Musa | Askia Musa        | Askia Musa        |                   |                   | Askia Ismail      | Askia Ismail      | Askia Ismail | Askia Ismail | Askia Ismail            | Askia Ismail            |                         |                         | Askia Ishak I           | Askia Ishak I           | Askia Ishak I | Askia Ishak I | Askia Ishak I  | Askia Ishak I  |                |                | Askia Daud     | Askia Daud     | Askia Daud | Askia Daud | Askia Daud         | Askia Daud         |                    |                    |                    |                    | Askia Muhammad Benkan | Askia Muhammad Benkan | Askia Muhammad Benkan | Askia Muhammad Benkan | Askia Muhammad Benkan | Askia Muhammad Benkan |  |  |  |  |  |  |  |  |  |  |  |  |  |  |  |  |  |  |  |  |  |  |  |  |
| Askia Musa | Askia Musa | Askia Musa | Askia Musa | Askia Musa        | Askia Musa        |                   |                   | Askia Ismail      | Askia Ismail      | Askia Ismail | Askia Ismail | Askia Ismail            | Askia Ismail            |                         |                         | Askia Ishak I           | Askia Ishak I           | Askia Ishak I | Askia Ishak I | Askia Ishak I  | Askia Ishak I  |                |                | Askia Daud     | Askia Daud     | Askia Daud | Askia Daud | Askia Daud         | Askia Daud         |                    |                    |                    |                    | Askia Muhammad Benkan | Askia Muhammad Benkan | Askia Muhammad Benkan | Askia Muhammad Benkan | Askia Muhammad Benkan | Askia Muhammad Benkan |  |  |  |  |  |  |  |  |  |  |  |  |  |  |  |  |  |  |  |  |  |  |  |  |
|            |            |            |            |                   |                   |                   |                   |                   |                   |              |              |                         |                         |                         |                         |                         |                         |               |               |                |                |                |                |                |                |            |            |                    |                    |                    |                    |                    |                    |                       |                       |                       |                       |                       |                       |  |  |  |  |  |  |  |  |  |  |  |  |  |  |  |  |  |  |  |  |  |  |  |  |
|            |            |            |            | Askia Mohammed II | Askia Mohammed II | Askia Mohammed II | Askia Mohammed II | Askia Mohammed II | Askia Mohammed II |              |              | Askia Mohammed Bani     | Askia Mohammed Bani     | Askia Mohammed Bani     | Askia Mohammed Bani     | Askia Mohammed Bani     | Askia Mohammed Bani     |               |               | Askia Ishak II | Askia Ishak II | Askia Ishak II | Askia Ishak II | Askia Ishak II | Askia Ishak II |            |            | Askia Mohammed Gao | Askia Mohammed Gao | Askia Mohammed Gao | Askia Mohammed Gao | Askia Mohammed Gao | Askia Mohammed Gao |                       |                       |                       |                       |                       |                       |  |  |  |  |  |  |  |  |  |  |  |  |  |  |  |  |  |  |  |  |  |  |  |  |